# TPRA1
TPRA1 (англ. Transmembrane protein adipocyte associated 1) – білок, який кодується однойменним геном, розташованим у людей на 3-й хромосомі. Довжина поліпептидного ланцюга білка становить 373 амінокислот, а молекулярна маса — 41 053.
| 10         |  | 20         |  | 30         |  | 40         |  | 50         |
| ---------- |  | ---------- |  | ---------- |  | ---------- |  | ---------- |
| MDTLEEVTWA |  | NGSTALPPPL |  | APNISVPHRC |  | LLLLYEDIGT |  | SRVRYWDLLL |
| LIPNVLFLIF |  | LLWKLPSARA |  | KIRITSSPIF |  | ITFYILVFVV |  | ALVGIARAVV |
| SMTVSTSNAA |  | TVADKILWEI |  | TRFFLLAIEL |  | SVIILGLAFG |  | HLESKSSIKR |
| VLAITTVLSL |  | AYSVTQGTLE |  | ILYPDAHLSA |  | EDFNIYGHGG |  | RQFWLVSSCF |
| FFLVYSLVVI |  | LPKTPLKERI |  | SLPSRRSFYV |  | YAGILALLNL |  | LQGLGSVLLC |
| FDIIEGLCCV |  | DATTFLYFSF |  | FAPLIYVAFL |  | RGFFGSEPKI |  | LFSYKCQVDE |
| TEEPDVHLPQ |  | PYAVARREGL |  | EAAGAAGASA |  | ASYSSTQFDS |  | AGGVAYLDDI |
| ASMPCHTGSI |  | NSTDSERWKA |  | INA        |  |            |  |            |

A: Аланін

C: Цистеїн

D: Аспарагінова кислота

E: Глутамінова кислота

F: Фенілаланін

G: Гліцин

H: Гістидин

I: Ізолейцин

K: Лізин

L: Лейцин

M: Метіонін

N: Аспарагін

P: Пролін

Q: Глутамін

R: Аргінін

S: Серин

T: Треонін

V: Валін

W: Триптофан

Задіяний у такому біологічному процесі, як альтернативний сплайсинг. 
Локалізований у мембрані.